# Vlada Vassilieva

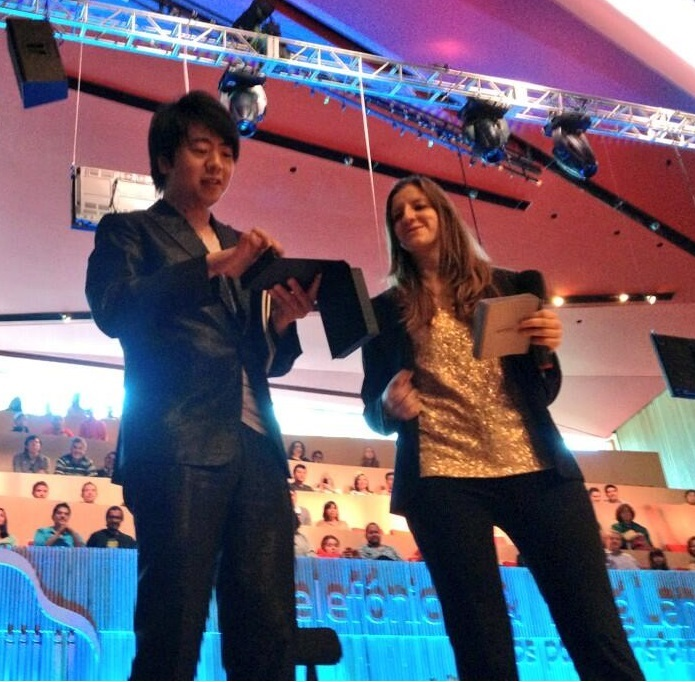
Vlada Vassilieva presenta la master class de Lang Lang en Sala Telefónica, junio de 2013.

Vlada Vassilieva (en ruso: Влада Васильева; n. 10 de julio de 1985, Moscú, Rusia) es una pianista de origen ruso naturalizada mexicana que en 2010 recibió el premio Nadia Reisenberg en la ciudad de Nueva York. Desde 2003 al lado de Anatoly Zatin conforma el Dúo Petrof, que representa mundialmente a la marca de pianos Petrof de la República Checa.
Ha sido laureada en competencias internacionales de piano como Russian Music Competition en California, Estados Unidos (2004), Concurso Nacional de Piano Angélica Morales – Yamaha (2003), International Competition for Young Pianists Anatoly Zatin en Ucrania (2003) y el Concurso Nacional de Piano Claudio Herrera (2006), entre otros. Ha sido becaria del Fondo Nacional para la Cultura y las Artes.
Estudió del Instituto Universitario de Bellas Artes de la Universidad de Colima con Anatoly Zatin, y es catedrática del mismo desde 2006. Sus alumnos han ganado concursos de piano en México, Nueva York, Vancouver y Holanda. En 2008 obtuvo la beca Fulbright para cursar estudios de Maestría en Mannes College of Music con Pavlina Dokovska. 
En 2013 fue la solista en la primera producción en México de Prometeo, Poema del Fuego Op. 60 de Aleksandr Skriabin para piano, orquesta, coro y luces de colores, con la Orquesta Filarmónica de Jalisco dirigida por Anatoly Zatin y el Coro de Zapopan, en el Teatro Degollado.
En 2017 y 2018, junto con Anatoly Zatin, Silvia Navarrete y Jorge Federico Osorio, imparte la cátedra Ricardo Castro del Instituto Nacional de Bellas Artes.